# Anamarija Lampič
Anamarija Lampič (Ljubljana, 17 juni 1995) is een Sloveense biatleet en voormalig langlaufster. Ze vertegenwoordigde haar vaderland als langlaufster op de Olympische Winterspelen 2018 in Pyeongchang.

## Carrière
Lampič maakte haar wereldbekerdebuut in december 2013 in Asiago. In januari 2015 scoorde de Sloveens in Otepää haar eerste wereldbekerpunten. Op de wereldkampioenschappen langlaufen 2015 in Falun eindigde ze als 36e op de sprint en als 45e op de 15 kilometer skiatlon. Op 4×5 kilometer estafette eindigde ze samen met Katja Višnar, Nika Razinger en Lea Einfalt op de tiende plaats. In januari 2016 behaalde Lampič in Drammen haar eerste toptienklassering in een wereldbekerwedstrijd. Op 7 februari 2017 boekte de Sloveense in Pyeongchang haar eerste wereldbekerzege. In Lahti nam ze deel aan de wereldkampioenschappen langlaufen 2017. Op dit toernooi eindigde ze als twintigste op de sprint en als 34e op de 10 kilometer klassieke stijl. Samen met Katja Višnar eindigde ze als achtste op het onderdeel teamsprint, op de 4×5 kilometer estafette eindigde ze samen met Katja Višnar, Lea Einfalt en Alenka Čebašek op de dertiende plaats. Tijdens de Olympische Winterspelen van 2018 in Pyeongchang eindigde Lampič als zevende op de sprint en als 27e op de 10 kilometer vrije stijl. Samen met Alenka Čebašek eindigde ze als zesde op de teamsprint, op de estafette eindigde ze samen met Katja Višnar, Alenka Čebašek en Vesna Fabjan op de achtste plaats.
Op de wereldkampioenschappen langlaufen 2019 in Seefeld eindigde de Sloveense als zeventiende op de sprint en als twintigste op de 10 kilometer klassieke stijl. Samen met Katja Višnar veroverde ze de zilveren medaille op de teamsprint, op de estafette eindigde ze samen met Katja Višnar, Alenka Čebašek en Eva Urevc op de negende plaats. In Oberstdorf nam ze deel aan de wereldkampioenschappen langlaufen 2021. Op dit toernooi behaalde ze de bronzen medaille op de sprint, daarnaast eindigde ze als achttiende op de 10 kilometer vrije stijl en als 21e op de 30 kilometer klassieke stijl. Samen Eva Urevc sleepte ze de bronzen medaille in de wacht op de teamsprint.
In 2022 stapte ze over naar het biatlon en debuteerde nog dat kalenderjaar met een vijfde plek in de wereldbeker.

## Resultaten

### Olympische Winterspelen
| Jaar | Plaats      | Resultaten                                                                                        |
| ---- | ----------- | ------------------------------------------------------------------------------------------------- |
| 2018 | Pyeongchang | 7e Sprint (klassieke stijl) 27e 10 km vrije stijl 6e Teamsprint (vrije stijl) 8e 4×5 km estafette |

### Wereldkampioenschappen
| Jaar | Plaats     | Resultaten                                                                                                |
| ---- | ---------- | --- |
| 2015 | Falun      | 36e Sprint (klassieke stijl) 45e 15 km skiatlon 10e 4×5 km estafette                                      |
| 2017 | Lahti      | 20e Sprint (vrije stijl) 34e 10 km klassieke stijl 8e Teamsprint (klassieke stijl) 13e 4×5 km estafette   |
| 2019 | Seefeld    | 17e Sprint (vrije stijl) · 20e 10 km klassieke stijl · Teamsprint (klassieke stijl) · 9e 4×5 km estafette |
| 2021 | Oberstdorf | Sprint (klassieke stijl) · 18e 10 km vrije stijl · 21e 30 km klassieke stijl · Teamsprint (vrije stijl)   |

### Wereldbeker
| Legenda | Legenda            |
| ------- | ------------------ |
| TdS     | Tour de Ski        |
| NO      | Nordic Opening     |
| LT      | Lillehammer Triple |
| RT      | Ruka Triple        |
| WBF     | Wereldbekerfinale  |
| STC     | Ski Tour Canada    |
| ST      | Ski Tour           |

Eindklasseringen
| Seizoen   | Algm | DI  | SP    | TdS |
| --------- | ---- | --- | ----- | --- |
| 2014/2015 | 94e  | –   | 50e   | –   |
| 2015/2016 | 47e  | 65e | 28e   | –   |
| 2016/2017 | 31e  | 59e | 9e    | DNF |
| 2017/2018 | 30e  | 30e | 18e   | DNF |
| 2018/2019 | 25e  | 36e | 17e   | 22e |
| 2019/2020 | 12e  | 18e | Brons | 19e |
| 2020/2021 | 8e   | 22e | Goud  | 15e |

Wereldbekerzeges
| Nr. | Datum            | Plaats        | Onderdeel                    |
| --- | ---------------- | ------------- | ---------------------------- |
| 1.  | 3 februari 2017  | Pyeongchang   | Sprint (klassieke stijl)     |
| 2.  | 29 december 2019 | Lenzerheide   | Sprint (vrije stijl) TdS     |
| 3.  | 4 januari 2020   | Val di Fiemme | Sprint (klassieke stijl) TdS |